# Vol Garuda Indonesia 865
Le vol Garuda Indonesia 865 était un vol international régulier reliant Fukuoka, au Japon, à Jakarta, en Indonésie, avec une escale à Bali. Le 13 juin 1996, le McDonnell Douglas DC-10 assurant ce vol s'est écrasé lors de son décollage de la piste 16 de l'aéroport de Fukuoka. 
Sur les 275 personnes présentes à bord, 3 passagers ont péri dans l'accident; on dénombre également 170 blessés (3 membres d'équipage et 167 passagers).

## Avion
L'appareil impliqué était un McDonnell Douglas DC-10-30, immatriculé PK-GIE (numéro de série 46685). Il a effectué son premier vol le 24 avril 1979 et a été livré à Garuda Indonesia le 27 juillet de la même année. 
L'avion était âgé de 17 ans au moment de l'accident et il s'agissait alors du 284e DC-10 construit par McDonnell Douglas. Cet avion gros-porteur était équipé de 3 turboréacteurs de type General Electric CF6-50C2.

## Accident

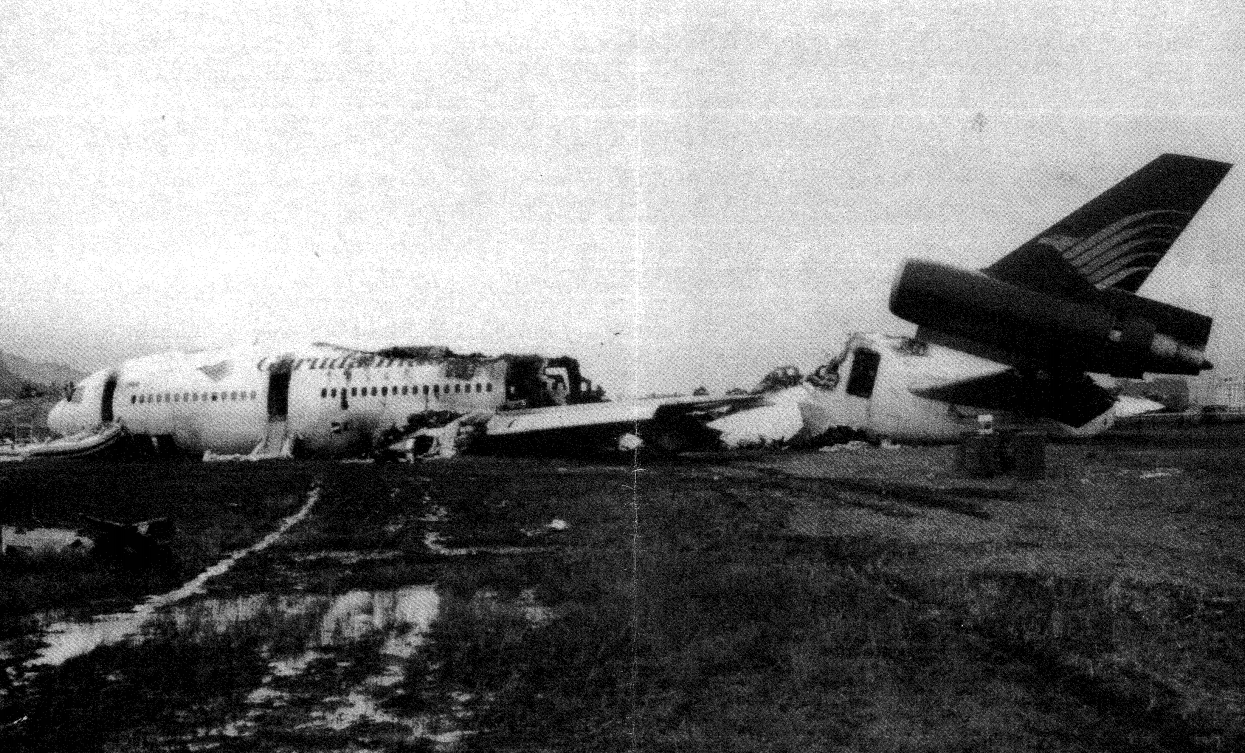
L'épave du vol 865 après le crash.

À 11 h 55, heure locale, le DC-10 a été repoussé depuis la porte 5 de l'aéroport de Fukuoka. L'équipage a signalé : « Prêt au roulage ». En réponse, la tour de contrôle de l'aéroport a indiqué aux pilotes : « Roulé via taxiway E2, puis contacter la tour ». L'équipage a alors roulé jusqu'à la piste 16 et a reçu l'ordre du contrôleur de la tour de se tenir à l'écart de la piste. Après avoir attendu l'atterrissage d'un autre avion sur cette piste, le vol 865 a été autorisé à se positionner et à se maintenir au seuil de piste.
À 12 h 06, le vol 865 a été autorisé à décoller de la piste 16 de l'aéroport de Fukuoka. Soudain, l'équipage du DC-10, composé du commandant Ronald Longdong (42 ans), du copilote Yudhia Putra et de l'ingénieur de vol Dwi Prayitno, ont tenté d'interrompre le décollage après une panne moteur, survenue sur le moteur n°3 (celui de l'aile droite). L'abandon s'est produit à des vitesses proches de V2, et après la rotation du nez effectuée à une vitesse de 158 nœuds (292 km/h). 
Après l'interruption du décollage à 12 h 07, plusieurs tentatives ont été faites pour arrêter l'avion sur la piste en utilisant les freins, les aérofreins et les inverseurs de poussée, mais l'équipage n'a pas été en mesure d'arrêter l'avion avant d'atteindre la fin de la piste, qui a fini par violemment sortir de la piste de l'aéroport. En ralentissant, l'avion a glissé à travers un fossé, une clôture et une route avant de finalement s'immobiliser à environ 620 m au-delà du seuil de piste. 

Plan des sièges du vol 865 (les passagers aux sièges 34K, 35K et 35J ont péris dans l'accident).

Les dommages causés à l'avion lors de la glissade sur le sol ont provoqué la rupture du train d'atterrissage et l'arrachement des deux moteurs sur les ailes. Le fuselage s'est brisé en 2 tronçons. L'incendie qui en a résulté a détruit la grande majorité de la carlingue de l'avion. 
Deux passagers, qui étaient assis aux sièges 34K et 35K, sont décédés des suites de l'impact initial; la troisième victime, assis au 35J, a été rendu inconscient par l'impact et n'a pas pu échapper à l'incendie qui se propageait dans la cabine.

## Enquête
La cause de la panne du moteur n°3, qui est à l'origine de l'accident du vol 865, était que les aubes de turbine du moteur avaient été en service pendant 6 182 cycles (décollages/atterrissages), alors que General Electric avait recommandé de les remplacé après 6 000 cycles.
Le rapport final de l'enquête, menée par le Bureau japonais de la sécurité des transports (JTSB), a conclu que l'interruption, par les pilotes, du décollage au-delà de la vitesse V1 et l'échec des équipes de maintenance et d'exploitation de Garuda Indonesia à coordonner correctement la maintenance à effectué sur les moteurs ont également contribué à cet accident.